# Robert Leckie
Robert Leckie (Filadelfia, 18 de diciembre de 1920 - 24 de diciembre de 2001) fue un reportero y escritor estadounidense, especialista divulgador de historia militar de los Estados Unidos. Antiguo marine (1941-1945), combatiente durante la Segunda Guerra Mundial en la guerra del Pacífico, Leckie es autor del superventas Helmet for My Pillow, publicado en 1957 en el que relata su experiencia bélica en las batallas de Guadalcanal y Peleliu, donde fue gravemente herido, y que ha servido de fuente para la serie televisiva The Pacific estrenada en 2010.

## Inicio de su carrera y servicio militar
Comenzó su carrera como escritor en la escuela secundaria, como escritor deportivo para The Bergen Evening Records en Hackensack, Nueva Jersey. El 18 de enero de 1942 Leckie se enlistó en el Cuerpo de Marines de los Estados Unidos. Sirvió en combate en el Teatro del Pacífico, como explorador y ametrallador en la compañía H de la 1a. División de Infantes de Marina.
Leckie vio el combate en la Campaña de Guadalcanal, la Batalla del Cabo Gloucester y fue herido por una explosión en la Batalla de Peleliu. Debido a sus heridas, fue evacuado a un hospital de campaña del ejército en las islas Pavuvu. Regresó a los Estados Unidos en marzo de 1945 y fue dado de baja honorablemente poco después.

## Vida después de la guerra
En 1946 se casó con Vera Keller, una vecina de la infancia con quien tuvo tres hijos: David, Geoff y Joan. De acuerdo con Vera, en 1951 Leckie se decidió a escribir sus memorias después de ver el musical de Broadway South Pacific. Robert dijo, "tengo que decir cómo fue en realidad aquello, la guerra no es un musical".
Tras la guerra, Leckie colaboró como reportero para Associated Press, Buffalo Courier-Express, New York Journal American, New York Daily News y The Star-Ledger, además es autor de más de cuarenta obras especializadas. Recibió en 1958 el Premio de Corresponsales de Guerra del Cuerpo de Marines por su obra Helmet for My Pillow (Mi casco por almohada).
Robert Leckie murió en el 2001 después de una larga batalla contra el Alzheimer.
En The Pacific Leckie fue representado por el actor James Badge Dale; el papel de Vera lo protagonizó la actriz canadiense Caroline Dhavernas.

## Obras
- Helmet for My Pillow. Random House. 1957. LCCN 57010028. OCLC 2538164.

Edición en español: Mi casco por Almohada. Barcelona 2010. ISBN 978-84-92472-28-4
- March to Glory. World Publishing Co. 1960. LCCN 60011454. OCLC 2851705. sobre la Guerra de Corea.
- Conflict:  The History of the Korean War, 1950-53. (1996 edition). Da Capo Press. 1996 [1962 Putnam]. ISBN 0306807165. LCCN 96015600.
- Strong men armed: the United States Marines against Japan. Perseus Publishing. 1997 [1962 Random House]. ISBN 9780306807855. LCCN 61012182. OCLC 1140336.
- Challenge for the Pacific; Guadalcanal, the turning point of the war. Doubleday. 1965. LCCN 65013985. OCLC 1295146.
- The Battle for Iwo Jima. Nueva York: Random House and iBooks, Inc. 1967 and 2005. ISBN 1590192419. LCCN 67020386. OCLC 56015751.
- Challenge for the Pacific: The Bloody Six-Month Battle of Guadalcanal. Doubleday & Company. 1968. Paperback ISBN 0-306-80911-7.
- Great American battles. Random House. 1968. LCCN 68023671. "Summary: A review of America’s major wars, from the French and Indian War to the War in Korea, with emphasis on eleven important battles: Quebec, Trenton, New Orleans, Mexico City, Chancellorsville, Appomattox, Santiago, Belleau Wood, Guadalcanal, Normandy, and Pusan-Inchon."[4]
- The Wars of America. Harper Collins. 1998 [1968]. ISBN 0-7858-0914-7.
- Delivered From Evil: The Saga of World War II. Harper & Row. 1987. ISBN 0060158123. LCCN 86046305. (HarperPerennial Paperback ISBN 0-06-091535-8).
- None Died in Vain: The Saga of the Civil War. HarperPerrenial. 1990. ISBN 0-06-016280-5. (Paperback ISBN 0-06-092116-1).
- The General. I Books. 2 de abril de 2002 [1991]. ISBN 0-7434-4461-2.
- George Washington's War: The Saga of the American Revolution. Harper Collins. 1992. ISBN 0-06-016289-9. (Paperback ISBN 0-06-092215-X). (enlace roto disponible en Internet Archive; véase el historial, la primera versión y la última).
- From Sea to Shining Sea: From the War of 1812 to the Mexican-American War, the Saga of America's Expansion. HarperPerrenial. 1994. ISBN 0-06-016802-1. (Paperback ISBN 0-06-092254-0).
- Okinawa: The Last Battle of World War II. Viking Press. 1995. ISBN 0-670-84716-X.
- The Wars of America: From 1600 to 1900. Harper Collins. 1998. ISBN 0-06-012571-3. (Paperback ISBN 0-06-092409-8).
- A Few Acres of Snow: The Saga of the French and Indian Wars. Wiley & Son. 2000. ISBN 0-471-24690-5. (Paperback ISBN 0-471-39020-8).

### Ficción
- Marines!. Bantam Books. 1960. LCCN 60012809..

### Autobiografía
- Lord, What a Family!. Random House. 1958.